# Lijst van voetbalinterlands Amerikaans-Samoa - Australië
Deze lijst van voetbalinterlands is een overzicht van alle officiële voetbalwedstrijden tussen de nationale teams van Amerikaans-Samoa en Australië. De landen speelden tot op heden een keer tegen elkaar. Dat was een kwalificatiewedstrijd voor het Wereldkampioenschap voetbal 2002, op 11 april 2001 in Coffs Harbour. Australië won deze wedstrijd met 31–0, een recorduitslag voor een officiële interland tussen twee bij de FIFA aangesloten landen.

## Wedstrijden
| № | Plaats        | Datum         | Competitie           | Wedstrijd                    | Uitslag |
| - | ------------- | ------------- | -------------------- | ---------------------------- | ------- |
| 1 | Coffs Harbour | 11 april 2001 | WK 2002 kwalificatie | Australië – Amerikaans-Samoa | 31 – 0  |

## Samenvatting
| Competitie      | Totaal gespeeld | Winst Am.-Samoa | Gelijk | Winst Australië | Doelsaldo Am.-Samoa – Australië |
| --------------- | --------------- | --------------- | ------ | --------------- | ------------------------------- |
| WK-kwalificatie | 1               | 0               | 0      | 1               | 0 − 31                          |
| Totaal          | 1               | 0               | 0      | 1               | 0 − 31                          |

Wedstrijden bepaald door strafschoppen worden, in lijn met de FIFA, als een gelijkspel gerekend.